# Milko Rener
Milko Rener, italijanski pedagog in publicist slovenskega rodu, * 9. junij 1926, Štjak, † 2012.

## Življenje in delo
Rodil se je v družini kmeta Franca in kmetice Terezije Rener rojene Grmek.
Ljudsko šolo je obiskoval v rojstnem kraju, gimnazijo pa v malem semenišču v Gorici, Castellarinu pri Vidmu in ponovno v Gorici (1939-1947), kjer je maturiral na slovenskem liceju. Študij je nadaljeval na tržaški Univerzi in leta 1955 diplomiral na filozofski fakulteti iz leposlovja s tezo  Razsvetljenstvo v Sloveniji in Valentin Vodnik. Leta 1956 se je zaposlil na slovenskem klasičnem liceju v Gorici, kjer je poučeval latinščino, grščino in umetnostno zgodovino, 1976 je postal poverjeni, 1982 pa redni ravnatelj te ustanove. V letih 1980−1984 je bil predsednik Zveze slovenskih kulturnih društev v Italiji. V slovenščino je prevedel obsežno delo Raffaela Cantarelle Grška književnost (COBISS). Deloval je na področju umetnostne zgodovine ter likovne kritike, napisal več študij in pregledov slovenske umetnosti ob večjih ali retrospektivnih razstavah primorskih avtorjev, več ciklusov  oddaj na Radiu Trst A, ter seznanjal s slovensko likovno umetnostjo tudi Italijane. Objavljal je glasbene in gledališke kritike, med drugim tudi v revijah Zaliv, Sinteza, Studi Goriziani, Goriška srečanja, najobsežnejši pa je njegov prevajalski delež, ki je tehten prispevek k stikom italijanske in slovenske kulture.  